# Frontière entre l'Argentine et la Bolivie
La frontière entre l'Argentine et la Bolivie est la frontière séparant l'Argentine et la Bolivie.

## Description
D'ouest en ouest, la frontière passe de l'Altiplano aux étendues plates du Chaco en passant par l'environnement tropical des Yungas.

## Postes-frontières
D'est en ouest existent trois principaux postes-frontières :
1. Villazon - La Quiaca (pont international Horacio Guzmán sur le río La Quiaca)
2. Bermejo - Aguas Blancas
3. Yacuíba - Profesor Salvador Mazza (Pocitos)[1]